# 密西西比州民权工作者谋杀案

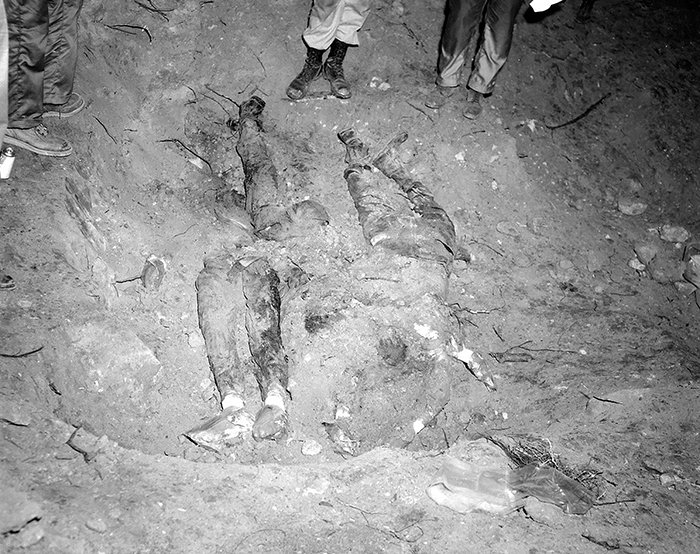
詹姆斯·錢尼、安德魯·古德曼、麥可·史維納三人的屍體

密西西比州民权工作者谋杀案，是指1964年6月非裔美國人民權運動期间，三名活动人士在美國密西西比州費拉德爾菲亞被綁架，最終被殺害。受害者分别是詹姆斯·錢尼、安德鲁·古德曼以及麥可·史維納 。这三个人試圖讓密西西比州的非裔美国人獲得选举权。钱尼是非裔美国人，而古德曼和麥可·史維納都是犹太人。這三人被殺害後，調查人員发现，此次事件與当地的三K党、尼肖巴县警长办公室和費拉德爾菲亞警察局有關。 這一兇殺事件激起了許多人士的愤怒，這一事件後來被改編成電影密西西比在燃烧。